# 3-氯亚苄基丙二腈
3-氯亚苄基丙二腈是一种有机化合物，化学式为C10H5ClN2。它可由3-氯苯甲醛和丙二腈加热反应得到。

## 反应
3-氯亚苄基丙二腈可以被硼氢化钠在甲醇中还原为3-氯苄基丙二腈。